# 김용범 (축구인)
김용범(한국 한자: 金龍凡, 1971년 6월 16일 ~ )은 대한민국의 전 축구 선수이며, 포지션은 수비수였다.